# Stolz und Vorurteil (1940)
Stolz und Vorurteil (Originaltitel: Pride and Prejudice) ist eine US-amerikanische Verfilmung des gleichnamigen Jane-Austen-Romans (1813) aus dem Jahr 1940. Es handelt sich um die erste Leinwandadaption dieser Vorlage. Unter der Regie von Robert Z. Leonard sind Greer Garson und Laurence Olivier in den Hauptrollen zu sehen.

## Handlung
Elizabeth „Lizzy“ Bennet ist die zweite von fünf Schwestern im England des 19. Jahrhunderts. Da ihre Familie keinen männlichen Erben besitzt, droht das Familiengut Longbourn nach dem Tod ihres Vaters an dessen Cousin Mr. Collins zu fallen. Ihre Mutter ist daher bestrebt, ihre Töchter so schnell wie möglich unter die Haube zu bringen. Die Ankunft des wohlhabenden Charles Bingley, seiner Schwester Caroline und seines besten Freundes, dem noch reicheren Mr. Darcy, auf dem nahegelegenen Anwesen Netherfield sorgt nun für große Aufregung, denn sowohl Bingley als auch Darcy sind noch unverheiratet.
Auf einem Ball ist Bingley umgehend von Lizzys älterer Schwester Jane verzaubert, deren Schönheit und sanftes Wesen weithin bekannt sind. Während sich diese auch zum unbekümmerten und freundlichen Bingley hingezogen fühlt, sind Lizzy und Darcy alles andere als voneinander angetan. Lizzy hält Darcy für arrogant und zu stolz, als sich dieser abschätzig über die Mittelklasse äußert und sich weigert, mit einer der anwesenden Damen zu tanzen. Ihr schlechter Eindruck von Darcy bekräftigt sich, als George Wickham, der Darcy seit seiner Jugend kennt, ihr erzählt, dass Darcy ihn einst um eine ansehnliche Stellung und eine größere Geldsumme gebracht habe.
Kurz darauf bricht Bingley Janes Herz, als er überraschend nach London abreist, ohne sich von ihr zu verabschieden oder seine Entscheidung zu erklären. Als Lizzy ihrer Freundin Charlotte, die inzwischen Mr. Collins geheiratet hat, einen Besuch abstattet, trifft sie erneut auf Mr. Darcy. Dessen Tante ist Lady Catherine de Bourgh, deren großes Gut Mr. Collins verwaltet. Nach einem gemeinsamen Abendessen gesteht Darcy Lizzy gegenüber, dass er sich in sie verliebt habe und sie heiraten möchte, auch wenn ihm ihre Familie, vor allem das aufdringliche und alberne Verhalten ihrer Mutter und jüngeren Schwestern, nicht behagt. Angesichts dieser Beleidigung ihrer Familie und aufgrund ihrer bereits gehegten Vorbehalte gegen ihn, lehnt Lizzy seinen Antrag entschieden ab.
Als sie nach Longbourn zu ihrer Familie zurückkehrt, erfährt sie, dass ihre jüngste Schwester Lydia mit Wickham durchgebrannt ist. Da dieser Vorfall den Ruf der Familie zu ruinieren droht und damit auch die Heiratschancen von Lizzy und ihren Schwestern minimiert, bietet Darcy seine Hilfe an und erklärt Lizzy schließlich die wahren Hintergründe für den Zwist zwischen ihm und Wickham. Dieser hatte sich vor Jahren an Darcys jüngere Schwester Georgiana herangemacht und wollte mit ihr samt ihrem Erbe durchbrennen. Darcy konnte dies jedoch im letzten Moment verhindern. Als Lizzy einsieht, dass sie Darcy verkannt hat, wird sie sich gleichzeitig bewusst, dass sie ihn inniglich liebt. Doch die Situation ihrer Familie und die Erinnerung an ihr abweisendes Verhalten gegenüber Darcy nehmen ihr jegliche Hoffnung auf ein gemeinsames Glück.
Nachdem Lydia mit Wickham als ihrem Ehemann überraschend nach Longbourn zurückgekehrt ist, sodass die Ehre der Familie wiederhergestellt ist, trifft auch Lady Catherine bei den Bennets ein. Sie fordert von Lizzy, dass sie Darcy nie wiedersieht, und enthüllt empört, dass es Darcy gewesen sei, der Wickham gezwungen habe, Lydia zu heiraten. Weil Lizzy sich weigert, Lady Catherines Forderung Folge zu leisten, fühlt sich Darcy ermutigt, Lizzy einen zweiten Heiratsantrag zu machen. Diesmal nimmt sie ihn freudestrahlend an und auch Bingley und Jane finden erneut zueinander.

## Hintergrund

### Vorproduktion und Besetzung

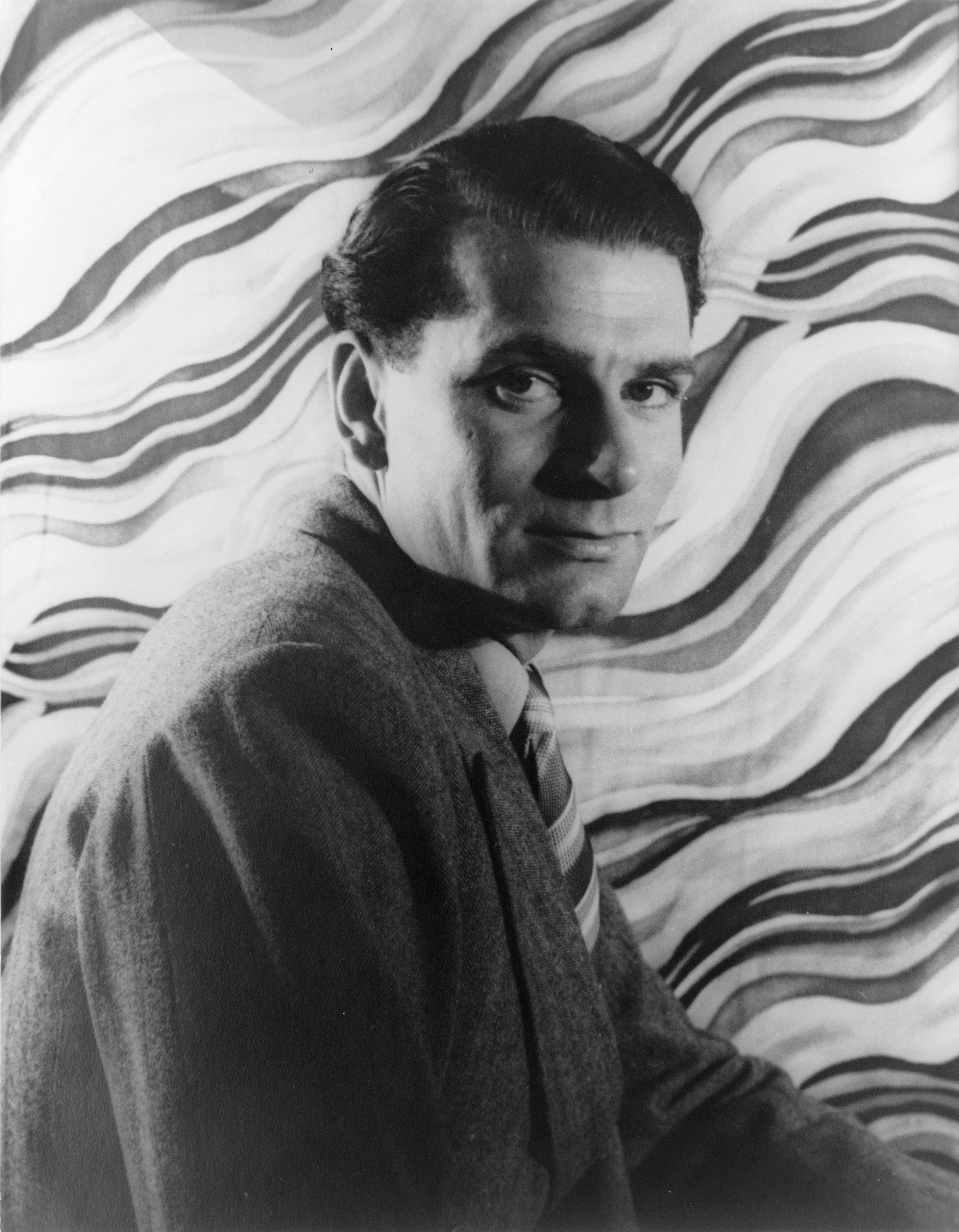
Laurence Olivier im Jahr 1939 auf einer Fotografie von Carl van Vechten

Bereits im Jahr 1936 plante MGM unter der Leitung von Irving Thalberg eine Verfilmung von Jane Austens Roman, in der Clark Gable und Norma Shearer die Hauptrollen spielen sollten. Nach Thalbergs Tod im September 1936 wurde die Vorproduktion unterbrochen und erst Mitte 1937 fortgesetzt. Norma Shearer schlug zu dieser Zeit Errol Flynn als Leinwandpartner vor. Nach weiteren Verzögerungen der Produktion hieß es, George Cukor werde die Regie übernehmen und Robert Donat die männliche Hauptrolle neben Shearer erhalten. Auch sah MGM vor, den Film in England zu drehen. Der Beginn des Zweiten Weltkriegs jedoch brachte das Filmstudio von diesem Vorhaben wieder ab. Da Cukor seinerzeit mit Susan und der liebe Gott (1940) anderweitig verpflichtet war, wurde er von Regisseur Robert Z. Leonard ersetzt. Nach dem großen Erfolg von Vom Winde verweht (1939) war erneut Clark Gable für die Rolle des Darcy im Gespräch, während man Vivien Leigh für die Rolle der Elizabeth vorsah. Nachdem Gable jedoch die Rolle abgelehnt hatte, weil er sich für den Part für nicht geeignet hielt, wurde Robert Taylor als Darcy vorgeschlagen. Taylor wiederum konnte die Rolle nicht annehmen, weil er bereits für das Filmdrama Ihr erster Mann (1940) verpflichtet worden war. Laurence Olivier, der mit der Brontë-Verfilmung Sturmhöhe (1939) und Hitchcocks Rebecca (1940) kurz zuvor zwei große Erfolge gedreht hatte, übernahm daraufhin die Rolle des Darcy, in der Annahme, dass er an der Seite von Vivien Leigh unter Cukors Regie spielen würde. Zwar hätte Leigh die Rolle der Elizabeth gern gespielt, MGM bevorzugte es jedoch, sie neben Taylor in Ihr erster Mann zu besetzen.
Auf Wunsch von Studiochef Louis B. Mayer ging die weibliche Hauptrolle schließlich an Greer Garson, die Mayer 1937 in London auf der Theaterbühne entdeckt hatte und der erst kurz zuvor mit Auf Wiedersehen, Mr. Chips (1939) der Durchbruch gelungen war. Garson war jedoch seinerzeit bereits 36 Jahre alt und wäre eher für die Rolle der Mrs. Bennet in Frage gekommen. In seiner Autobiografie schrieb Olivier, der mit Garson zuvor bereits Romeo und Julia für eine frühe Fernsehübertragung der BBC und in dem von ihm produzierten Stück The Golden Arrow gespielt hatte, dass er „sehr unglücklich mit dem Film“ gewesen sei. „Es war schwer, Darcy zu etwas anderem als einen unattraktiven Snob zu machen, und die liebe Greer schien mir als Elizabeth nicht passend zu sein“, so Olivier. Dass nicht Cukor, sondern Robert Z. Leonard letztlich die Regie führen sollte, sorgte bei Olivier für weitere Ernüchterung. Als Drehbuchautor konnte jedoch neben der anerkannten Autorin Jane Murfin auch der britische Schriftsteller Aldous Huxley gewonnen werden, der das Angebot nach eigener Aussage allein des Geldes wegen annahm.

### Unterschiede zur Romanvorlage
Austens als Gesellschaftssatire angelegte Romanvorlage wurde zugunsten einer knapp zweistündigen romantischen Komödie von den Drehbuchautoren stark gekürzt und abgewandelt. Einige Szenen, wie die auf Darcys Anwesen Pemberley, wurden im Zuge dessen komplett gestrichen. Doch legten die Autoren Wert darauf, Austens Humor und ihrem verschachtelten Plot treu zu bleiben. Laurence Olivier beklagte, dass einige Schlüsselszenen des Romans im Drehbuch fehlten und man den Kostümen mehr Aufmerksamkeit habe zukommen lassen als den Darstellern. Jane Austens Roman spielt zur Zeit des Regency. Um jedoch die eher schlichte englische Kleidung des frühen 19. Jahrhunderts gegen üppigere Kostüme austauschen zu können, verlegte MGM die Handlung des Films in das Jahr 1835. Dabei soll das Filmstudio auch an das Budget gedacht und kostengünstig Kostüme aus Vom Winde verweht wiederverwertet haben.
Auch wurden Romanfiguren der Zensur wegen anders dargestellt. So ließ man etwa den Beruf des Mr. Collins – im Buch ein heuchlerischer Geistlicher – mehr oder weniger unter den Tisch fallen und stellte ihn als bloßen Opportunisten hin. Die Rolle der hochmütigen und gebieterischen Lady Catherine de Bourgh wurde wiederum als komische Figur angelegt, um vermutlich einerseits das Ende amüsanter zu gestalten und sie andererseits dem Image der Schauspielerin Edna May Oliver anzupassen. Als sie im Film Elizabeth Bennet kurz vor dem Ende noch einen Besuch abstattet, stellt sich ihre Forderung nach Elizabeths Verzicht auf eine Ehe mit Darcy als Test heraus, um festzustellen, ob Elizabeth Darcy tatsächlich liebt. Im Gegensatz zum Roman haben am Ende zudem alle Bennet-Mädchen Aussicht auf eine baldige Heirat.

## Rezeption

### Veröffentlichung
Der von Ende Januar bis Anfang April 1940 gedrehte Film wurde am 26. Juli 1940 in den US-amerikanischen Kinos veröffentlicht und dabei mit dem Slogan „Bachelors Beware! Five Gorgeous Beauties are on a Madcap Manhunt.“ (dt.: „Junggesellen aufgepasst! Fünf umwerfende Schönheiten sind wie verrückt auf Männerjagd.“) umworben. Der Film erwies sich als großer Erfolg bei Kritikern und Publikum, was Austens Romanen eine fortwährend große Beliebtheit in den Vereinigten Staaten bescherte. Den Kritikern zufolge habe MGMs Austen-Verfilmung bewiesen, dass Klassiker der Literatur geschmackvoll adaptiert werden könnten und dass Austens Werke auch ein modernes Publikum ansprechen. Des Weiteren festigte der Film Oliviers Ruf als Frauenschwarm und Leinwandidol und etablierte Garson als Leading Lady.
In Deutschland wurde der Film erstmals 1946, vermutlich im Originalton mit Untertiteln, im Kino gezeigt. Am 17. September 1979 wurde eine synchronisierte Fassung vom Bayerischen Rundfunk zum ersten Mal im deutschen Fernsehen ausgestrahlt. Diese erschien im Jahr 2007 auf DVD.

### Kritiken
„Milieugenau und mit feiner Ironie“, befand das Lexikon des internationalen Films. Herausgekommen sei eine „Familiensaga mit brillanten Schauspielern“. Prisma zufolge habe Regisseur Robert Z. Leonard mit Stolz und Vorurteil eine „brillant inszenierte und hervorragend besetzte Adaption des 1813 erschienenen Romans von Jane Austen“ abgeliefert. Der Film sei mit subtiler Ironie „effektvoll gebrochen“ und schildere detailgetreu „die Welt des britischen Landadels im frühen 19. Jahrhundert“. Greer Garson zeige neben Laurence Olivier „eine ihrer besten schauspielerischen Leistungen“.
Bosley Crowther schrieb seinerzeit in der New York Times, dass es Produzent Hunt Stromberg und seinen Partnern gelungen sei, „einen Film zu produzieren, der den Geist und Humor“ des Romans vollendet einfange. Es sei zudem selten, „dass eine Besetzung von solch einheitlicher Perfektion zusammengestellt“ werde. Greer Garson sei „direkt dem Buch entstiegen […]: selbstsicher, anmutig, unabhängig, geistreich, stur und so lieblich wie eine Frau nur sein kann“. Laurence Olivier sei „Darcy, mehr muss man nicht sagen“. Die „exquisite Komödie“ sei sehr zu empfehlen. Time lobte vor allem Olivier. In dem Moment, „als er als Mr. Darcy den Ballsall im provinziellen Meryton mit einem denkwürdig spöttischen Lächeln betritt“, gehe der Film erst richtig los. Variety kam hingegen zu dem Schluss, dass der Film „trotz der üppigen Ausstattung, der Kostüme und einem Schauspielensemble mit einzigartigen Talenten nicht wirklich zufriedenstellend“ sei. Laurence Olivier wirke „sehr unglücklich in der Rolle des Darcy“. Dennoch gebe es „einige gute Darbietungen“.
Dan Jardine vom All Movie Guide war der Auffassung, dass Robert Z. Leonards Stolz und Vorurteil „eine relativ werkgetreue Verfilmung von Jane Austens bekanntestem Roman“ sei. Die Hauptrollen seien „konventionell, aber effektiv von dem attraktiven Paar Laurence Olivier und Greer Garson [gespielt]“. Die Kostüme und Kulissen würden zwar „eher ins viktorianische Zeitalter als in Austens frühes 19. Jahrhundert“ passen, doch sei der Gesamteindruck „wahrhaftig“. Der Filmkritiker Leonard Maltin bezeichnete den Film als „herausragende Adaption“, die als „klassische Gesellschaftskomödie“ eine „exzellente Besetzung“ und „schönes historisches Flair“ vorweisen könne. Cedric Gibbons und Paul Groesse hätten „zu Recht“ den Oscar für ihre Filmbauten erhalten. Pauline Kael fand den Film „sehr lebhaft“. Er sei daher mehr Dickens als Austen. Sobald man sich jedoch daran gewöhnt habe, werde der Film zu „einem beglückenden und unbeschwerten Filmerlebnis“.

### Auszeichnungen
Bei der Oscarverleihung 1941 erhielten Cedric Gibbons und Paul Groesse den Oscar in der Kategorie Bestes Szenenbild in einem Schwarzweißfilm.

## Deutsche Fassung
Die deutsche Synchronfassung fertigte die Lingua-Film 1979 im Auftrag der ARD an. Das Dialogbuch verfasste Gert Vorkamp, die Synchronregie führte Gert Rabanus.
| Rolle                    | Darsteller         | Synchronsprecher     |
| ------------------------ | ------------------ | -------------------- |
| Elizabeth Bennet         | Greer Garson       | Lis Verhoeven        |
| Mr. Darcy                | Laurence Olivier   | Peter Fricke         |
| Mrs. Bennet              | Mary Boland        | Alice Franz          |
| Lady Catherine de Bourgh | Edna May Oliver    | Carola Höhn          |
| Jane                     | Maureen O’Sullivan | Ursula Mellin        |
| Caroline Bingley         | Frieda Inescort    | Charlotte Kerr       |
| Mr. Bennet               | Edmund Gwenn       | Kunibert Gensichen   |
| Mr. Collins              | Melville Cooper    | Karl Walter Diess    |
| George Wickham           | Edward Ashley      | Werner Schulze-Erdel |
| Charles Bingley          | Bruce Lester       | Christian Quadflieg  |

## Weitere Verfilmungen des Romans
Auf MGMs erfolgreiche Leinwandadaption folgten einige weitere Verfilmungen von Austens Stolz und Vorurteil, darunter vor allem britische Fernsehmehrteiler. 1952 entstand eine erste sechsteilige Fernsehverfilmung der BBC, auf die 1958 und 1967 zwei weitere BBC-Mehrteiler mit jeweils sechs Teilen folgten. 1980 produzierte die BBC eine fünfteilige Version, in der Elizabeth Garvie und David Rintoul die Hauptrollen spielten.
Mitte der 1990er Jahre entschloss sich der britische Sender, Austens Roman erneut als Sechsteiler zu adaptieren. In Stolz und Vorurteil aus dem Jahr 1995 spielte Jennifer Ehle die Rolle der Elizabeth neben Colin Firth, der mit der Rolle des Mr. Darcy zum Frauenschwarm avancierte. Im Jahr 2004 wurde mit Liebe lieber indisch eine Bollywood-Version mit Aishwarya Rai und Martin Henderson veröffentlicht. Ein Jahr später wurde eine weitere Kinoversion mit Keira Knightley und Matthew Macfadyen herausgebracht. 2008 entstand mit dem Vierteiler Wenn Jane Austen wüsste eine abgewandelte Fernsehversion der BBC, in der ein Jane-Austen-Fan der Neuzeit die Rolle mit Elizabeth Bennet tauscht.